# IMSAI 8080
IMSAI 8080 va ser un sistema ordinador llançat a finals del 1975, basat en l'Intel 8080 i posteriorment 8085, amb bus S-100. És compatible amb el seu principal competidor, el MITS Altair 8800, en què es va inspirar. El IMSAI és en gran part considerat com el primer «ordinador clònic». La màquina IMSAI va utilitzar una versió altament modificada del sistema operatiu CP/M anomenada IMDOS. Va ser desenvolupat, fabricat i venut per IMS Associates, Inc. (posteriorment anomenada IMSAI Manufacturing Corporation). En total, entre 17.000 i 20.000 unitats van ser produïdes des del 1975 fins al 1978.

## IMSAI en la cultura popular
Un IMSAI 8080 i un acoblador acústic es troben entre les eines de furoneig utilitzats pel personatge principal de la pel·lícula del 1983 Jocs de guerra. No obstant això, fins i tot el 1983 l'acoblador acústic ja estava obsolet. Va ser seleccionat en lloc d'un sistema més modern perquè el públic hauria de reconèixer-lo immediatament com el dispositiu de connexió amb el telèfon, i perquè seria poc probable que el protagonista de la pel·lícula va poder comprar equip més modern.

## Especificacions tècniques
| UCP            | Intel 8080A / Intel 8085 a 2,00 MHz              |
| RAM            | 256 bytes - 64 KiB (màx.)                        |
| ROM            | no existent (PROM opcional)                      |
| Teclat         | no existent (interruptors en el panell frontal)  |
| Monitor        | opcional (LEDs indicadors d'estat)               |
| So             | cap                                              |
| Ports          | 22 ranures d'expansió S-100                      |
| Emmagatzematge | cinta perforada, casset o disquets de 5,25" o 8" |